# 2024-es angol labdarúgó-szuperkupa
A 2024-es angol labdarúgó-szuperkupa (angolul: The FA Community Shield), a kupa 102. kiírása, amelyet a 2023–2024-es szezon Premier League-győztese a Manchester City és, a 2023–2024-es labdarúgókupa győztese, a Manchester United játszotta. A címvédő az Arsenal, miután az előző évben büntetőkkel legyőzte a Manchester Cityt, de ebben az évben nem érdemelték ki a szereplést.
2011 óta először találkozik a két manchesteri csapat a szuperkupában, akkor a United nyert 3–2-re. A City sorozatban negyedjére szerepelt a szuperkupában, míg a United 2016-os győzelme óta először. A City öt év után szerezte meg újból a címet, 7–6-ra büntetőkkel diadalmaskodva.

## Háttér
A 2023–2024-es szezonban a Manchester City sorozatban negyedjére lett bajnok, aminek következtében sorozatban negyedjére is szerepelnek a szuperkupán, de egyszer se tudtak nyerni az időszakban. Legutóbb 2018-ban és 2019-ben nyerték meg a szuperkupát, ami előtt 2011 volt az első szereplésük 1973 óta. A United, az előző szezon kupagyőztese, ezzel szemben a kiírás történetének legsikeresebb csapata, összesen huszonegyszer megnyerve a címet, amiknek nagy részét Sir Alex Ferguson alatt érdemelték ki, az 1990-es években és a 2010-es évek második felében (csak kilencszer nyerték el nem a skót edző vezetésével).

## A mérkőzés

### Áttekintés
A mérkőzés előtt egyértelmű volt, hogy a Manchester United biztosan Leny Yoro és Rasmus Højlund nélkül fog pályára lépni, hiszen a páros megsérült a felkészülési időszakban, míg Tyrell Malacia szintén hiányzott a keretből. Hasonlóan nem vett részt a mérkőzésen Victor Lindelöf, Luke Shaw és Aaron Wan-Bissaka sem. Manchester másik felén a 2024-es Európa-bajnokság befejezte után kimaradt a csapatból Rodri, Phil Foden, John Stones és Kyle Walker.
Az első félidő lassan indult, mindkét csapat többször is hibázott a játék felépítése közben. Ennek ellenére a Unitednek voltak nagyobb lehetőségei az egész mérkőzésen, Marcus Rashford és Scott McTominay is kihagyott nagy helyzeteket. Végül Alejandro Garnacho tudott betalálni, a 82. percben értékesítve a találkozó első gólját. Hét perccel később a szintén csereként beálló Bernardo Silva egyenlített egy fejes góllal, miután a jobbhátvédként játszó Facundo Pellistrinél magasabbra ugrott.
A büntetőpárbajban a United azonnal előnybe került, miután az egyenlítő gólt szerző Silva hibázott a City első büntetőjével. A Vörös Ördögök három értékesített büntetővel kezdtek (Bruno Fernandes, Diogo Dalot, Garnacho), mielőtt a 2023 óta először pályára lépő Jadon Sancho hibázott. A City egyetlen kihagyott tizenegyesét követően mindegyiket belőtte, Kevin De Bruyne, Erling Haaland, Sávio, Ederson, Matheus Nunes, Rúben Dias és Manuel Akanji is gólt szerzet. Végül Jonny Evans hibája vezetett a City első címéhez 2019 óta.

### Részletek
| 2024. augusztus 10. 15:00 (GMT) |

| Manchester United                                                 | 1–1               | Manchester City                                         |
| ----------------------------------------------------------------- | ----------------- | ------------------------------------------------------- |
| Garnacho 82'                                                      | (0–0) Jegyzőkönyv | Silva 89'                                               |
| Büntetőpárbaj                                                     |                   |                                                         |
| Fernandes Dalot Garnacho Sancho Casemiro McTominay Martínez Evans | 6–7               | Silva De Bruyne Haaland Sávio Ederson Nunes Dias Akanji |

| Wembley Stadion, London Nézőszám: 78 146 Játékvezető: Jarred Gillett |

| Manchester United | Manchester City |

| KA           | 24 | André Onana        |  |     |
| JV           | 20 | Diogo Dalot        |  |     |
| KV           | 5  | Harry Maguire      |  | 58' |
| KV           | 35 | Jonny Evans        |  |     |
| BV           | 6  | Lisandro Martínez  |  |     |
| KP           | 37 | Kobbie Mainoo      |  | 58' |
| KP           | 18 | Casemiro           |  |     |
| TKP          | 7  | Mason Mount        |  | 58' |
| JKP          | 16 | Amad               |  | 58' |
| BKP          | 10 | Marcus Rashford    |  | 83' |
| KCS0         | 8  | Bruno Fernandes    |  |     |
| Cserék:      |    |                    |  |     |
| KA           | 1  | Altay Bayındır     |  |     |
| CS           | 11 | Joshua Zirkzee     |  |     |
| KP           | 14 | Christian Eriksen  |  |     |
| CS           | 17 | Alejandro Garnacho |  | 58' |
| CS           | 21 | Antony             |  |     |
| KP           | 25 | Jadon Sancho       |  | 83' |
| KP           | 28 | Facundo Pellistri  |  | 58' |
| KP           | 39 | Scott McTominay    |  | 58' |
| KP           | 65 | Toby Collyer       |  | 58' |
| Menedzser:   |    |                    |  |     |
| Erik ten Hag |    |                    |  |     |

| KA            | 31 | Ederson         |     |     |
| JV            | 82 | Rico Lewis      |     |     |
| KV            | 25 | Manuel Akanji   |     | 90' |
| KV            | 3  | Rúben Dias      |     |     |
| BV            | 24 | Joško Gvardiol  |     |     |
| VKP           | 8  | Mateo Kovačić   |     |     |
| KP            | 75 | Nico O’Reilly   |     | 63' |
| KP            | 87 | James McAtee    |     | 80' |
| JKP           | 52 | Oscar Bobb      |     | 90' |
| BKP           | 11 | Jérémy Doku     |     | 63' |
| KCS0          | 9  | Erling Haaland  |     |     |
| Cserék:       |    |                 |     |     |
| KP            | 4  | Kalvin Phillips |     |     |
| KV            | 6  | Nathan Aké      |     | 90' |
| KP            | 17 | Kevin De Bruyne |     | 90' |
| KA            | 18 | Stefan Ortega   |     |     |
| CS            | 20 | Bernardo Silva  | 85' | 80' |
| CS            | 26 | Sávio           |     | 63' |
| KP            | 27 | Matheus Nunes   | 68' | 63' |
| KA            | 33 | Scott Carson    |     |     |
| V             | 78 | Issa Kaboré     |     |     |
| Menedzser:    |    |                 |     |     |
| Pep Guardiola |    |                 |     |     |

| Asszisztensek: Adrian Holmes Nick Greenhalgh Negyedik játékvezető: Sam Barrott Videóbírók: Peter Bankes Sian Massey-Ellis Tim Robinson | Szabályok - 90 perc játékidő - Döntetlen esetén büntetők következnek - Kilenc nevezhető cserejátékos - Maximum hat cserelehetőség |

## Statisztika
| Kategória              | Első félidő | Első félidő | Második félidő | Második félidő | Összesen | Összesen |
| Kategória              | City        | United      | City           | United         | City     | United   |
| ---------------------- | ----------- | ----------- | -------------- | -------------- | -------- | -------- |
| Labdabirtoklás         | 55%         | 45%         | 57%            | 43%            | 56%      | 44%      |
| Nagy lehetőségek       | 0           | 1           | 0              | 1              | 0        | 2        |
| Lövések                | 4           | 3           | 5              | 5              | 9        | 8        |
| Kaput eltaláló lövések | 0           | 0           | 1              | 2              | 1        | 2        |
| Lesek                  | 0           | 1           | 2              | 2              | 2        | 3        |
| Passzok                | 266         | 219         | 237            | 180            | 504      | 400      |
| Pontos passzok         | 234         | 190         | 207            | 152            | 441      | 342      |
| Szerelések             | 5           | 10          | 5              | 14             | 10       | 24       |
| Sárga lapok            | 0           | 0           | 2              | 0              | 2        | 0        |